# 孙锡
孙锡（?—?），字备衷，号雪帷，浙江仁和人。

## 生平
乾隆五十八年癸丑（1793年）进士，嘉庆七年任奉天开原知县，在官勤政爱民，嘉庆二十二年，升任宁远知州，历官锦州知府，光化知县、宁州知州。道光二年，罢官。吴振棫编《国朝杭郡诗续辑》收录孙锡十一首诗。